# Walentynit
Walentynit – minerał z grupy tlenków.

## Właściwości
Krystalizuje w układzie rombowym. Posiada pokrój słupkowy do igiełkowego i włóknistego. Występuje w skupieniach promienistych, masach włóknistych i zbitych. Jest minerałem kruchym i przezroczystym. Posiada perłowy lub diamentowy połysk i białą rysę. Częstym zanieczyszczeniem w strukturze jest arsen.

## Występowanie
Występuje w strefie utleniania kruszców antymonu. Towarzyszą mu antymonit, kwarc, kermesyt, piryt, galena, siarka, baryt i senarmontyt. 

## Miejsce występowania
Szeroko rozpowszechniony na całym świecie. Bogate złoża występują w Austrii, Boliwii, Chinach, Francji, Niemczech, Włoszech, Meksyku, Słowacji, Wielkiej Brytanii i Stanach Zjednoczonych.